# Roostoja
Roostoja es una localidad situada en el municipio de Alutaguse, en el condado de Ida-Viru, Estonia. Tiene una población estimada, en 2021, de 31 habitantes.
Está ubicada al sureste del condado, cerca de la costa septentrional del lago Peipus y del río Narva que la separa de Rusia.